# Ulrike Lehmann-Wandschneider
Ulrike Lehmann-Wandschneider (geboren 1980) ist eine deutsche Juristin und Richterin. Seit Mai 2020 ist sie Vizepräsidentin des Landesverfassungsgerichts Mecklenburg-Vorpommern.

## Ausbildung
Ulrike Lehmann-Wandschneider studierte Rechtswissenschaft an der Universität Rostock. Nach dem Studium arbeitete sie im Justitiariat und Personaldezernat der Universität Rostock, anschließend war sie Stipendiatin der Friedrich-Ebert-Stiftung. 2008 promovierte die Juristin an der Humboldt-Universität zu Berlin zum Thema Das Sonderbefristungsrecht an Hochschulen und Forschungseinrichtungen nach dem Wissenschaftszeitvertragsgesetz. Ab Dezember 2007 absolvierte sie ihr Rechtsreferendariat.

## Beruflicher Werdegang
Ulrike Lehmann-Wandschneider ist Richterin am Arbeitsgericht Rostock, 2021 als Vorsitzende der 2. Kammer.
Im März 2017 wurde sie vom Landtag zum Mitglied des Landesverfassungsgerichts gewählt. Im November 2019 schlugen Fraktionen der SPD, CDU und der Partei Die Linke die Juristin in einem gemeinsamen Wahlvorschlag für das Amt der Vizepräsidentin des Landesverfassungsgerichts vor. Im Mai 2020 wurde sie mit 47 von 68 möglichen Stimmen zur Vizepräsidentin des Landesverfassungsgerichts gewählt.

## Ämter und Mitgliedschaften
- Ab 2013 Mitglied im Landesvorstand der SPD Mecklenburg-Vorpommern[8]
- Ab 25. April 2015 stellvertretende Vorsitzende im Landesvorstand der SPD Mecklenburg-Vorpommern, Amt im Januar 2017 niedergelegt[9][10]
- 12. Februar 2017 auf Nominierung der SPD Mitglied der 16. Bundesversammlung[11][12]

## Publikationen (Auswahl)
- Das Sonderbefristungsrecht an Hochschulen und Forschungseinrichtungen nach dem Wissenschaftszeitvertragsgesetz. Peter Lang Verlag, 2009, ISBN 9783631592472